# Farhad Mann
Farhad Mann in persiano فرهاد من (...) è un regista statunitense, di origine iraniana.

## Biografia
Discendente da una famiglia di origine iraniana, detiene la doppia cittadinanza statunitense e canadese. Ha conseguito un Masters Film Degree all'Art Center College of Design di Pasadena.
Debutta come regista dirigendo spot pubblicitari per diverse aziende, tra cui Pepsi, Toyota, McDonalds, Coors, American Express, Chevrolet, Budweiser per poi passare a produzioni televisive, sia serie che miniserie. Nel 1995 debutta nel mondo del cinema con il film Congiunzione di due lune 2 - Ritorno a Two Moon Junction.

## Filmografia

### Cinema
- 1995 - Congiunzione di due lune 2 - Ritorno a Two Moon Junction
- 1996 - Il tagliaerbe 2 - The Cyberspace
- 2013 - Fighting for Freedom 2014 - Il lato oscuro di mio marito (Till Death Do Us Part)

### Televisione
- 1989 - Nick Knight
- 1990 - Visioni assassine
- 1997 - Stranger in My Home
- 2005 - Innamorarsi a Natale
- Le due verità di Kate (2006)
- Il diario del diavolo (Devil's Diary) – film TV (2007)
- The Lost Treasure of the Grand Canyon (2008)
- Daughter for Sale (2017)